# Выборы в Польше

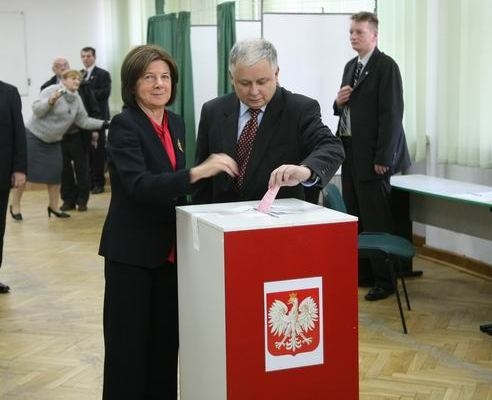
Президент Польши Лех Качиньский и его супруга Мария голосуют на местных выборах 2006 года.

Выборы в Польше бывают следующих типов: президентские (для избрания Президента Республики Польша), парламентские (для избрания членов Сейма и Сената), европейские (для избрания членов Европейского парламента), а также региональные (для избрания советников воеводских сеймиков) и местные выборы (для избрания членов советов поветов, гмин и городов, а также глав исполнительной власти городов, поветов и гмин: президенты, бурмистры и так далее).
С 1991 года Польша является типичной представительной демократией, в которой существует многопартийная система с многочисленными партиями, которым в большинстве случаев приходится формировать коалиционные правительства.

## Общая информация
На национальном уровне в Польше избирают главу государства — президента — и законодательный орган. Президент избирается народом сроком на пять лет. Национальное собрание состоит из двух палат. Нижняя палата (Сейм) состоит из 460 членов, избираемых на четырёхлетний срок по партийным спискам в многомандатных округах с 5-процентным порогом для отдельных партий и 8-процентным порогом для коалиций (требование отменено для национальных меньшинств). Верхняя палата (Сенат) состоит из 100 членов, избираемых на четырёхлетний срок по мажоритарной системе относительного большинства с одним победителем в 100 одномандатных округах. До парламентских выборов 2011 года выборы в Сенат проводились путём голосования блоков большинства в 40 многомандатных округах.
Для победы на президентских выборах необходиом набрать более половины всех действительных голосов. Явка избирателей не влияет на действительность выборов. Если ни один из кандидатов не набирает необходимое количество голосов, через две недели проводится второй тур голосования, в котором участвуют два кандидата, набравшие наибольшее количество голосов в первом туре. Для победы во втором туре достаточно получить больше голосов, чем другой кандидат. Если до второго тура любой из двух кандидатов, прошедших во второй тур, отзовёт свое согласие баллотироваться, потеряет право голоса или умрёт, к участию в выборах допускаются кандидат, кoтoрый при пeрвoм гoлoсoвaнии пoлучил очередное самое большое число гoлoсoв. В этом случae дaтa пoвтoрнoгo гoлoсoвaния oтклaдывaeтся еще на 14 днeй.
С 1991 года ответственность за организацию и проведение выборов в Польше несут Государственная избирательная комиссия и её исполнительный орган — Национальное избирательное бюро.

## История выборов в Польше

### Выборы вКоролевстве Польском
Выборы в Польше имеют давнюю традицию, восходящую к Вальному (общему) сейму, сословно-представительному органу Королевства Польского в XV — первой половине XVI веков, имевшему законодательную и частично судебную власть. История польского сейма корнями уходит к славянским вечевым традициям и связана с эволюцией сословной системы в Польше, приведшей к формированию структур сословно-представительской демократии. В 1180 году был проведён сейм в Ленчице (известный как Первый Сейм). Вальные (общие) сеймы, включавшие представителей дворянство, начали проводиться с начала XV века как результат увеличения роли привилегированного сословия — шляхты — в управлении государством. Борьба шляхты за расширение политического влияния привела к существенному ограничению королевской власти, закреплённому в целом ряде документов, важнейшими из которых были Нешавские статуты 1454 года и Nihil novi 1505 года.
До 1468 года в сеймах участвовали только высшие аристократы и государственные деятели, но на сейм 1468 года на местных собраниях (сеймиках) были избраны депутаты от разных местностей. Хотя все магнаты могли участвовать в вальном сейме, с ростом влияния сеймиков в XV веке, стало обычным выбирать на них депутатов на вальный сейм. Со временем это привело к тому, что вся законодательная власть сконцентрировалась у вального сейма.
В середине XV века сейм Польского королевства собирался раз в год, а после Сейма 1493 года, созванного королём Яном I Ольбрахтом, польские короли были обязаны созывать регулярные Сеймы, а значит и местные сеймики для выборов участников Сейма каждые два года. Однако чёткого правила не было, время каждого нового созыва объявлялось королём. Если очередной сессии вального сейма королевства провести не удалось, текущие вопросы обсуждались на местных сеймиках. При необходимости созывались и специальные сеймы, например, коронационные.
На сейме, заседавшем в Петркуве с января 1493 года, был создан двухпалатный парламент.

### Выборы вI Речи Посполитой
В 1569 году была заключена Люблинская уния, положившая начало Первой Речи Посполитой, федерации Королевства Польского и Великого княжества Литовского. После этого был образован единый для обеих держав вальный сейм, состоявший из двух палат: Сената Речи Посполитой и Посольской избы. Состав Сената (верхней палаты) претерпел существенные изменения, в него, кроме всех членов прежнего польского Сената, вошли представители от Великого княжества Литовского и Королевской Пруссии. Посольская изба формировалась исключительно из сеймовых послов (депутатов), которые избирались поветовыми сеймиками и получали от них инструкции, которых должны были придерживаться во время вального сейма. После подписания Люблинской унии в состав Посольская избы стало входить 170 послов, из которых Великое княжество Литовское представляли 48 депутатов (около 28 %). Впоследствии число сеймовых послов увеличивалось, в основном, путём создания новых административно-территориальных единиц. Из горожан право участвовать в заседании Сейма имели только представители крупнейших городов: Кракова, Гданьска, Варшавы, Львова, Каменца-Подольского, Вильны, Могилёва (с 1661), а также, по неточным данным, Гродно, Витебска и Друи, — которые имели лишь совещательный голос и обычно назывались аблегатами (от лат. ablegatus — посол).
В исключительную компетенцию Сейма входило издание законодательных актов, введение налогов, созыв посполитого рушения, нобилитация, вырабатывание общего курса внешней политики, утверждение мирных договоров и перемирий, контроль над деятельностью короля и государственных чиновников. Согласно Генриковым артикулам, принятым на элекционном сейме 1573 года, монарх обязался не реже одного раза в два года созывать ординарный (очередной) сейм сроком на шесть недель. В случае особой необходимости монарх мог созывать экстраординарные (внеочередные) сеймы, отличавшиеся от ординарных тем, что сессия длилась 2 недели. Монарх сохранял право на законодательную инициативу и санкционирование сеймовых постановлений, а кроме того, мог влиять на законодательство путём модерирования (окончательного редактирования) законов перед их обнародованием.
Важную роль в росте значения Сейма сыграли периоды безкоролевья после смерти Сигизмунда II Августа (1520-1572) и бегства из Речи Посполитой недавно избранного королём Генриха Валуа (1574—1575). В это время была окончательно выработана процедура избрания монарха, состоящая их трёх этапов. На первом этапе проводился конвокационный сейм (от лат. convocatio — созыв), на котором назначалась место и дата выборов короля и великого князя и обозначались условия, предъявляемые к кандидатам на престол. Конвокационный сейм созывался после смерти монарха примасом Польши — архиепископом Гнезненским, который считался первым из сенаторов и имел титул интеррекса, и не мог быть отменён. На варшавском конвокационном сейме 1573 года был введён принцип прямого избрания монарха всей шляхтой, явившейся на элекционный сейм, проводившийся в окрестностях Варшавы. Обычно в элекции принимало участие около 100 тысяч человек. После избрания монарха объявлялся коронационный сейм, на котором новый король и великий князь подтверждал условия, на которых произошло его избрание (Pacta conventa и Генриковы артикулы).
Кроме системы так называемой «свободной элекции», сформировались и другие сеймовые институты. Для замирения после внутренних конфликтов между группировками знати проводились пацификационные сеймы. Конфедерациями созывались конфедеративные сеймы, на которых не действовало право liberum veto, то есть решения принимались простым большинством голосов.
Генриковы артикулы, которые подписывались каждым новым королём начиная с 1573 года, требовали от него созывать вальный сейм (который длился шесть недель) каждые два года. Также в Генриховых статьях было прописана возможность созыва чрезвычайного сейма (пол. sejm ekstraordynaryjny, nadzwyczajny), который длился две недели.
Во времена I Речи Посполитой важнейшее значение имели выборы монарха, впервые организованные в 1573 году. Первым избранным королём стал Генрих Валуа, последним — избран в 1764 году — Станислав Август Понятовский. С 1573 по 1795 год система выборной монархии в Польше требовала выборов короля во время заседаний Сейма. После смерти Сигизмунда II Августа, последнего представителя династии Ягеллонов, и после короткого периода междуцарствия вся знать (шляхта) Речи Посполитой (10 % населения) могла принимать участие в выборах монархов. Институт виритимных выборов просуществовал до краха государства после Третьего раздела в 1795 году, являясь, помимо liberum veto, в значительной степени причиной разрушения I Речи Посполитой. Конституция 3 мая 1791 года предусматривала установление наследственной монархии, передавая трон династии Веттинов.
До падения Первой Речи Посполитой в 1795 году Польский сейм оставался единственным представителем дворянства, составлявшего более 10 % всего населения Польши.

### Выборы во II Речи Посполитой

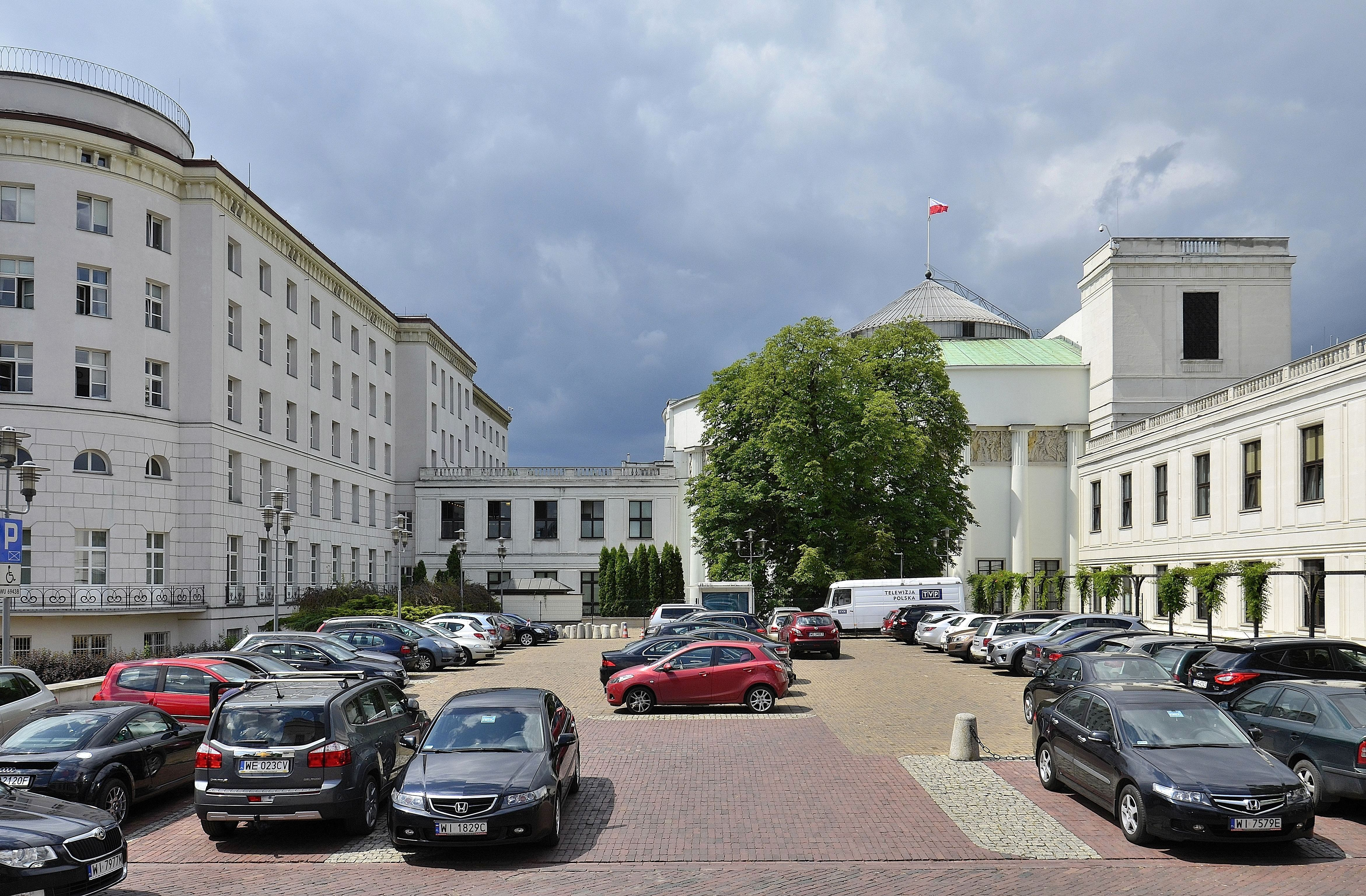
Резиденция Сейма и Сената, построенная в 1928 году.

Первые в истории Польши демократические (всеобщие, тайные, равные и прямые) парламентские выборы — выборы в Законодательный сейм — состоялись 26 января 1919 года вскоре после восстановления независимости Польши в 1918 году. Выборы прошли по пропорциональной системе. Согласно Указу Начальника государства о выборах также предоставил женщинам активное и пассивное избирательное право — избирательное право было доступно всем гражданам, которым на день объявления выборов исполнился 21 год, независимо от пола.
Мартовская конституция 1921 года сохранила универсальность избирательных прав, ограничив лишь возрастной ценз для выборов в Сенат: 30 лет для избирателей и 40 лет для кандидатов. Парламентские выборы (обе палаты, Сейм и Сенат, избирались в один год, но в разные дни) состоялись в 1922, 1928 и 1930 годах (т. н. «Брестские выборы»). Впрочем, по настоящему свободные и демократические выборы проведены были только один раз, в 1922 году. В мае 1926 года в Польше был установлен санационный режим, в конституцию были внесены поправки, которые ограничили полномочия парламента в пользу президента, в стране была введена предварительная цензура прессы, а политическая оппозиция подавлялась.
Апрельская конституция 1935 года создала в Польше авторитарную систему правления, изменив избирательную систему, которая стала непропорциональной и не совсем свободной — 1/3 сенаторов назначались Президентом Республики Польша, а оставшиеся 2/3 избирались путём непрямого голосования так называемой элиты, оппозиционные партии были фактически лишены возможности выдвигать собственных кандидатов. Выборы 1935 и 1938 годов проводились по этой системе.
Помимо парламентских выборов во II Речи Посполитой также проводились президентские выборы. Пост Президента Республики Польской был введён Мартовской конституцией. Первоначально президент не имел больших полномочий, но поправки, внесённые в конституцию в 1926 году расширили его власти, а после принятия Апрельской конституции польская государственная система трансформировалась в авторитарную президентскую систему. Президент избирался Национальныем собранием (сеймом и сенатом) на 7 лет.
Первые в истории Польши президентские выборы состоялись 9 декабря 1922 года. Первым президентом Поьши был избран беспартийный Габриэль Нарутович, выдвинутый Польской крестьянской партией «Пяст». Но уже через неделю он был застрелен правым экстремистом Элигиушем Невядомском. 20 декабря были проведены досрочные выборы, на которых победил Станислав Войцеховский, также выдвинутый Польской крестьянской партией «Пяст». В 1926 году Станислав Войцеховский, пробыв президентом 4 года из положенных по конституции семи, был отстранён от власти Юзефом Пилсудским в ходе Майского переворота. И уже 31 мая польские парламентарии избрали новым президентом Пилсудского.  Но новоизбранный президент отказался вступить в должность из-за меньших полномочий, предоставленных ему конституцией. Вместо себя Пилсудский предложил кандидатуру политически неизвестного Игнация Мосцицкого, известного химика. Из-за отсутствия опыта у Мостицкого и его преданности Пилсудскому этот шаг обеспечил лояльность следующего президента фактическому лидеру Польши. В 1933 году Мосцицкий был переизбран на второй срок.

### Выборы в Народной Польше
В послевоенный период первые выборы были организованы в 1947 году для избрания членов Законодательного сейма. Выборы были несвободными: большинство оппозиционных партий были запрещены, избиратели преследовались, а многие кандидаты не были допущены к участию в выборах. В ходе предвыборной кампании были убиты 140 активистов Польской народной партии, ведущей легальной оппозиционной силы страны, 10 тысяч арестованы, в том числе 149 кандидатов в депутаты. Сами результаты выборов были сфальсифицированы, отдав власть коммунистам. В Польской Народной Республике, провозглашённой в 1952 году, при видимой многопартийности была де-факто установлена однопартийная система; страной правила коммунистическая Польская объединённая рабочая партия (ПОРП), созданная в результате слияния коммунистов и социалистов, как партия-гегемон, при формальном существовании групп-сателлитов, в том числе Объединённой крестьянской и Демократической партий, объединёных в единый фронт под руководством правящей партии. Избирательная система Народной Прольши лишь создавала видимость демократии, отдавая предпочтение кандидатам от ПОРП. Выборы проводились регулярно и так же регулярно фальсифицировались.
Из всех выборных кампаний, проведённых в Польской Народной Республике, лишь последняя, в 1989 году, проводились на альтернативной основе с участием несистемной оппозиции, но и они были свободными и демократическими лишь частично. Хотя формально победителями выборов в Сейм стала ПОРП (она заняла первое место и по количеству голосов, и по количеству мандатов), но на деле коммунисты не только впервые потеряли большинство в Сейме, но и потерпели сокрушительное поражение, не сумев выиграть ни одно место на альтернативной основе. Таким образом, реальным победителем выборов стала польская оппозиция в лице Гражданского комитета «Солидарность», выиграв 161 место в Сейме из 161 возможного и 99 мест из 100 на выборах в Сенат, ещё один мандат достался независимому кандидату. В результате партии-сателлиты ПОРП отказались от дальнейшего сотрудничества с ней и перешли на сторону оппозиции.
В Польше именно 4 июня 1989 года, день проведения выборов, считается днём фактического демонтажа социализма и перехода к демократии, несмотря на то, что в правительстве, сформированном по итогам выборов, ключевые посты оставались за членами ПОРП, а президент-коммунист Ярузельский находился у власти до конца 1990 года. Окончательно трансформация политического строя в Польше завершилась в ноябре 1991 года, когда прошли первые полностью свободные выборы нового парламента.
В послевоенной Польше пост Президента был восстановлен, но просуществовал недолго. Уже в 1952 году конституция нового польского государства — Польской Народной Республики — упразднила пост президента и возложила функции главы государства на коллективный орган — Государственный совет. Вновь пост президента был восстановлен в 1989 году. Первым и последним президентом ПНР большинством голосов депутатов Сейма и Сената был избран Войцех Ярузельский, на тот момент председатель Госсовета.

### Выборы в III Речи Посполитой
В 1991 году в Польше прошли первые в её послевоенной истории свободные парламентские выборы. В них приняли участие более 100 партий, представляющих весь спектр политических взглядов. По итогам выборов в Сейм прошли 29 партий и коалиций, ни одна партия не получила более 13 % от общего числа голосов и 11 были представлены всего одним депутатом. За всю историю выборов в III Речи Посполитой лишь дважды одной и той же партии удавалось два раза подряд выигрывать выборы в Сейм («Гражданская платформа» в 2007 и 2011, и «Право и справедливость» в 2015 и 2019) и лишь одна партия получала абсолютное большинство в Сейме («Право и справедливость» в 2015 и 2019). Партии «Гражданская платформа» удалось победить на шести выборах подряд (местные выборы в 2006 и 2010, выборы в Сейм 2007 и 2011, европейские в 2009, президентские в 2010), что является рекордом для посткоммунистической Польши.
Явка (%) на выборах парламентских, президентских (I тур), местных (I тур) и европейских.

## Назначение выборов
В соответствии с Избирательным кодексом от 5 января 2011 года, отдельные выборы назначаются:
- Выборы Президента Республики Польша назначаются Маршалом Сейма.
- Выборы в Сейм и Сенат Республики Польша назначает Президент Республики Польша. В случае сокращения срока полномочий Сейма досрочные выборы назначаются на основании постановления Сейма или указа Президента Республики Польша. Дополнительные выборы в Сенат назначает Государственная избирательная комиссия.
- Выборы в местные органы власти (воеводские сеймики, советы гмин, поветов и районов Варшавы, выборы глав гмин, мэров и президентов городов) назначаются премьер-министром Республики Польша. Дополнительные выборы в местные советы назначает воевода.
- Выборы в Европейский парламент назначает Президент Республики Польша.

## Местные выборы
Местные выборы в Польше (2024)